# Нива (Самарская область)
Нива — поселок в Сергиевском районе Самарской области. Входит в состав сельского поселения Черновка.

## История
В 1973 г. Указом Президиума ВС РСФСР поселок отделения № 3 совхоза «Серноводский» переименован в Нива.

## Население
| 2008 | 2010 |
| ---- | ---- |
| 112  | ↗121 |